# Wieża Wilkanowska
Wieża Wilkanowska (do 1945 jako Wieża Bismarcka) – wieża widokowa z czerwonej cegły o wysokości 20 metrów, znajdująca się na szczycie Góry Wilkanowskiej (Kosowej Góry), najwyższego wzniesienia Wału Zielonogórskiego, na wysokości 221 m n.p.m. Znajduje się poza granicami administracyjnymi miasta Zielonej Góry, na terenie gminy Świdnica w pobliżu wsi Wilkanowo. Od nazwy tej wsi po II wojnie światowej wzięła swoją nazwę wieża.

## Historia wieży
Kamień węgielny położono 1 kwietnia 1902 roku w rocznicę urodzin „żelaznego kanclerza” Ottona von Bismarcka. Inicjatorem był Związek Rzemiosła i Ogrodnictwa. Projektantem był architekt miejski Albert Severin, wykonawcą mistrz murarski Carl Mühl, obaj z Zielonej Góry. Otwarcie nastąpiło 23 sierpnia 1903 roku. Nad wejściem znajdował się niegdyś medalion z popiersiem Bismarcka.
Obecnie Wieża Wilkanowska należy do Nadleśnictwa Zielona Góra i pełni rolę wieży przeciwpożarowej i punktu obserwacyjnego. Do wieży prowadzi ścieżka edukacyjna Nadleśnictwa Zielona Góra, a pod nią znajduje się ważny zielonogórski węzeł szlaków turystycznych PTTK. Wieżę udostępniano turystom zorganizowanym po wcześniejszym zgłoszeniu w biurze Nadleśnictwa.